# Galeria Nowoczesna w Zagrzebiu
Galeria Nowoczesna (chorw. Moderna galerija) – Narodowe Muzeum Sztuki Współczesnej w Zagrzebiu powstało w 1905 roku. Od 1934 roku znajduje się w pałacu Vranyczany.

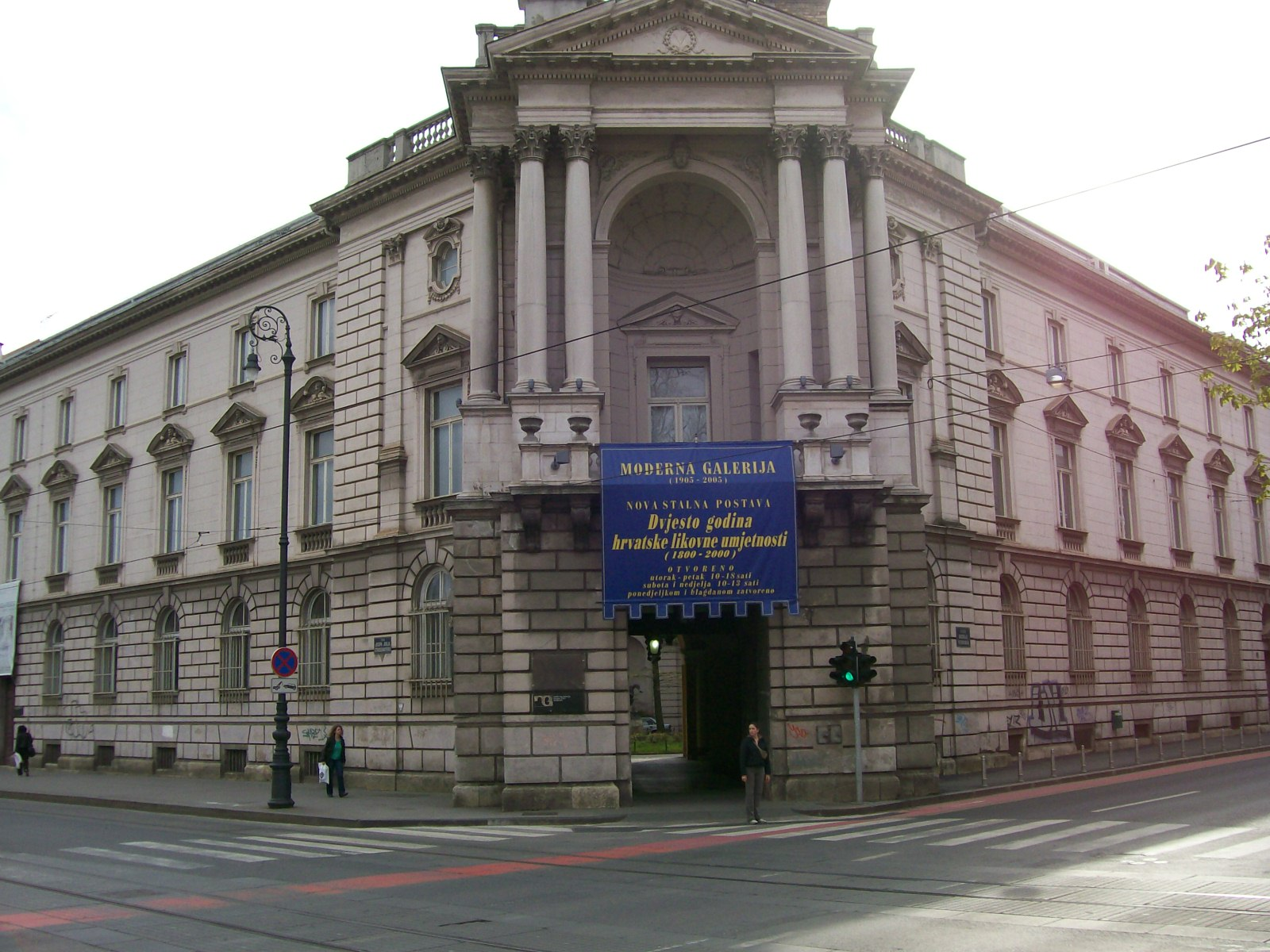
Galeria Nowoczesna od przodu

W muzeum znajduje się ponad 11 000 eksponatów (700 w stałej ekspozycji) głównie w wykonaniu chorwackich artystów tworzących w XIX i XX wieku.
Obecnie w muzeum znajduje się obraz Jana Matejki Śmierć Przemysława w Rogoźnie.